# 鹿港居民反杜邦設廠事件
鹿港居民反杜邦設廠事件（鹿港反杜邦運動），是一宗發生在1986年臺灣彰化縣鹿港鎮的重大外商投資爭議事件，並進而催生中華民國政府設立環境保護署。

## 緣起
張世光擔任經濟部部長期間（1978-1981），大力規劃推動成立彰濱工業區。彰濱工業區的範圍包括鹿港、線西和伸港三鄉鎮的海埔新生地。本來各界對其期盼甚高，但之後受第二次石油危機影響，國際景氣萎靡，政府重新評估，彰濱工業區計劃暫緩實施，但先前的建設工程款與利息越滾越大。因此在1985年，經濟部工業局發表新的方案，計劃將該區土地兩百多公頃開闢為農藥製造區域，將全臺六十九家農藥廠都集中於此，引發當地居民的強烈反彈。1985年8月，美國杜邦公司決定投資一億六千萬美元在彰濱工業區生產二氧化鈦。事件見諸報端之後，當地居民反彈強烈。

## 抗爭行動
1986年3月，彰化縣議員李棟樑發起陳情書簽字活動，在兩天內即獲得數萬人連署簽名，之後陳情書緊急送到總統府、行政院和立法院等單位。陳情書稱，杜邦公司申請了面積高達六十公頃的土地，絕非僅生產二氧化鈦，將來不排除生產高危險化學物品；並聲稱，二氧化鈦生產過程中產生的廢氣與廢水處理，將會對當地環境造成污染；引發全臺各地的反對杜邦至彰化設廠行動。1986年10月，彰化縣公害防治協會成立，以各種抗爭手段抵制杜邦設廠。1987年3月12日，杜邦公司宣布取消於鹿港設廠計畫，反杜邦運動也成為臺灣首件環保抗爭導致外商終止投資計畫的事件，已故退休教師粘錫麟是反杜邦，爾後行政院才在1987年設立環保署。

## 外部連結
- 【乙烯迷航】9-4：話說當年鹿港反杜邦- 環境報導（页面存档备份，存于）